# 화평군
화평군(和坪郡)은 조선민주주의인민공화국 자강도의 북동부에 위치하는 군이다.

## 지리
북서쪽으로 자성군, 남서쪽으로 장강군, 남동쪽으로 랑림군, 동쪽으로 량강도 김형직군과 접한다.

## 역사
해방 전에는 평안북도 후창군과 자성군에 속했다. 1952년 12월에 후창군의 칠평면, 남신면과 자성군의 리평면의 12개 리를 합병해 화평군(화평읍, 14개 리)이 설치되었다.

## 행정 구역
1읍 3구 10리로 구성된다.
- 화평읍 (和坪邑)
- 가산로동자구 (街山勞動者區)
- 장백로동자구 (長白勞動者區)
- 중흥로동자구 (中興勞動者區)
- 리평리 (梨坪里)
- 진송리 (榛松里)
- 송덕리 (松德里)
- 회중리 (檜中里)
- 양계리 (陽溪里)
- 가림리 (街林里)
- 부남리 (富南里)
- 흑수리 (黑水里)
- 소북리 (小北里)
- 대흥리 (大興里)

## 같이 보기
- 조선민주주의인민공화국의 지리
- 조선민주주의인민공화국의 행정 구역